# Alex Fridman
Alexander ("Alex") Fridman (in ebraico אלכס פרידמן; Pinsk, 5 aprile 1988) è un attivista e politico bielorusso naturalizzato israeliano.
Egli è uno sceneggiatore e uno dei promotori della lotta per equiparare la pensione di disabilità al salario minimo. È il fondatore e presidente dell'organizzazione "Disabile, non mezzo essere umano". Egli svolge anche l'attività di consulente presso gli uffici di governo e politica di Israele ed è un relatore su leadership, empowerment personale e questioni sociali.

## Biografia
Fridman è nato e cresciuto a Pinsk nell'Unione Sovietica. Nel 1990, quando aveva due anni, è emigrato in Israele con la sua famiglia. Da bambino ha avuto problemi di salute e nel 1996 gli è stata diagnosticata l'atrofia muscolare spinale, che negli anni ha portato a una paralisi quasi totale del suo corpo. Nel 2000, a causa di un ulteriore peggioramento delle sue condizioni mediche, è stato costretto a lasciare il sistema d'istruzione tradizionale e ha iniziato a ricevere lezioni a domicilio. In quegli anni, essendo costretto a letto, ha cominciato a studiare sceneggiatura. Nel 2011, dopo la pubblicazione di due suoi lavori, è stato invitato a lavorare per il canale "Viva" e ha creato il novella blog "La trappola finale", che consisteva di 18 capitoli.
È stato anche un attivista sui social network e è diventato un nome noto.

## Attività sociale
Nel 2015, Fridman sentì che una donna con disabilità aveva tentato il suicidio a causa delle sue difficoltà economiche e avviò una campagna sotto lo slogan: "Disabile, non mezzo essere umano", per aumentare le indennità di disabilità in Israele, che era una delle indennità più basse nei paesi OCSE. Fridman organizzò un raduno in Piazza Rabin con la partecipazione di decine di artisti. Nel dicembre 2015, il MK Ilan Gilon mise in votazione un progetto di legge per un'indennità di disabilità pari al livello del salario minimo, ma il disegno di legge è stato respinto con un margine di un voto. Nel 2016 il disegno di legge è stato approvato tramite votazione preliminare.
Nel aprile 2016, Fridman fondò l'associazione "Disabile, non mezzo essere umano". Nell'agosto 2016, a seguito delle trattative con il ministero delle finanze e di una lunga battaglia condotta da lui e da altri gruppi di disabili per le strade e sui social media, il governo israeliano decise di allocare 300 milioni di shekel per aumentare le indennità per disabilità e modificare la "Legge Laron". Fridman accolse positivamente la decisione, perché secondo lui era un passo importante da parte del governo che indicava un cambiamento nel suo approccio alle difficoltà dei disabili, ma non approvò la decisione di destinare importi significativamente inferiori a quelli che si aspettava. Come protesta, Fridman avviò la "Marcia dei milionari", una marcia al centro commerciale Azrieli di Tel Aviv, e poi bloccò l'incrocio Menachem Begin vicino con altri attivisti.
Nel dicembre 2016, Fridman incontrò il professor Yaron Zelekha e lo convinse a fare volontariato per la sua organizzazione e a contribuire alla lotta con consigli finanziari professionali. Un mese dopo, nel gennaio 2017, Fridman incontrò il ministro delle finanze, Moshe Kahlon, e suggerì che Zelekha, che aveva familiarità con la questione degli indennizzi grazie alla sua precedente posizione di contabile generale, potesse presentare delle conclusioni sull'argomento. Il comitato Zelekha pubblicò un rapporto che stabiliva che ai beneficiari degli indennizzi per disabilità dovessero essere assegnati 4,5 miliardi di shekel. Il primo ministro Benjamin Netanyahu decise di mettere da parte le conclusioni del comitato, e istituì un altro comitato professionale, presieduto dal presidente del Consiglio Economico Nazionale, Avi Simhon, per decidere sulla questione dell'aumento degli indennizzi per disabilità. Le conclusioni del comitato Simhon segnarono un cambiamento nell'atteggiamento del governo verso la lotta dei disabili e suscitarono condanna da parte di Fridman e della sua organizzazione. In risposta alla condanna, il presidente della coalizione, l'MK David Bitan, indisse una conferenza stampa, dove presentò un compromesso accettato da tutte le fazioni della Knesset, incluso l'MK Ilan Gilon. Due settimane dopo, anche questa iniziativa fu accantonata, e Netanyahu annunciò l'intenzione di promuovere il più rapidamente possibile le raccomandazioni iniziali del comitato Simhon. La pubblicazione causò un immediato peggioramento della lotta dei disabili.
Il 2 agosto 2017, Fridman e la sua organizzazione hanno manifestato con altre persone disabili davanti alla casa di Bitan, sostenendo che quest'ultimo non avesse mantenuto la sua promessa. Come parte dell'indignazione del protesto, l'organizzazione di Fridman ha deciso di avviare dimostrazioni di blocco stradale in tutto il paese. In una di queste, i manifestanti sono stati impediti di manifestare ad Ashdod, cinque manifestanti sono stati arrestati, e la polizia israeliana ha dichiarato che i manifestanti hanno usato violenza contro gli agenti di polizia e minacciato di darsi fuoco. D'altra parte, i manifestanti hanno sostenuto che la polizia ha usato una forza irragionevole. Fridman ha condannato ogni violenza e, in particolare, quella verso i dimostranti disabili.
Il 5 settembre 2017, il presidente dell'Histadrut, Avi Nissenkorn, ha convocato Fridman e rappresentanti di altre organizzazioni di disabili per un incontro, e ha annunciato che l'Histadrut si stava mobilitando per la lotta. Anche i leader delle fazioni e dei principali comitati hanno partecipato all'incontro, hanno annunciato il loro sostegno al piano di Zelekha e hanno fissato il suo budget a 4 miliardi di shekel. Fridman ha annunciato in tutte le interviste che la lotta sarebbe continuata fino all'inizio di negoziati diretti con il governo. Nissenkorn ha annunciato che stava avviando una campagna "non abbandonare i disabili" e che, se la questione non fosse stata risolta entro il mese successivo, l'Histadrut avrebbe avviato sanzioni. Un giorno dopo, il 28 settembre, Nissenkorn, Avi Simhon, David Bitan, Ilan Gilon, Alex Fridman e altri rappresentanti dei disabili si sono riuniti per una maratona di incontro durata oltre 12 ore. Durante l'incontro, Fridman ha presentato il suo piano, basato su quello di Zelekha, con due modifiche: un'aggiunta di 150 milioni di shekel per 50.000 bambini disabili e un collegamento con il salario medio dell'economia. Alla fine dell'incontro è stato raggiunto un accordo di compromesso con un budget di 4,2 miliardi di shekel.
Dopo molti mesi in cui il governo ha ritardato la legislazione dell'accordo, Fridman ha annunciato l'11 gennaio 2018 il rinnovo della protesta e ha lanciato una campagna pubblicitaria "Abbandonare i disabili – non accetteremo un accordo a metà". Successivamente, Fridman ha firmato una lettera con 34 principali organizzazioni sociali al ministro delle finanze Kahlon intitolata "Ci aspettiamo azioni concrete", chiedendo che la legge fosse approvata.
Il 12 febbraio 2018, la legge è stata approvata alla seconda e terza lettura con un budget di 4,341 miliardi di shekel ed è entrata nel libro delle leggi dello Stato di Israele. Alla fine di marzo 2018, dopo molte proteste, l'indennità per disabilità è stata aumentata da 2.342 shekel a 3.272 shekel al mese.
Nel mese di ottobre 2021, ha annunciato la conclusione della lotta delle persone con disabilità grazie a un accordo con il governo per l'attuazione della legge per le persone con disabilità e la sua estensione fino a 900 milioni di shekel. Il 5 novembre 2021, con l'approvazione del bilancio dello Stato, la legge è entrata in vigore e l'indennità base per disabilità è stata aumentata a 3.700 shekel. In seguito alla clausola che la collegava al salario medio nell'economia, l'indennità del 2024 ammonta a 4.291 shekel.